# Ле-Бодео
Ле-Бодео́ (фр. Le Bodéo, брет. Bodeoù, галло Le Bodéo) — коммуна во Франции, находится в регионе Бретань. Департамент — Кот-д’Армор. Входит в состав кантона Плентель. Округ коммуны — Сен-Бриё.
Код INSEE коммуны — 22009.

## География
Коммуна расположена приблизительно в 400 км к западу от Парижа, в 100 км западнее Ренна, в 25 км к юго-западу от Сен-Бриё.

## Население
Население коммуны на 2016 год составляло 162 человека.
| 1962 | 1968 | 1975 | 1982 | 1990 | 1999 | 2008 | 2016 |
| ---- | ---- | ---- | ---- | ---- | ---- | ---- | ---- |
| 338  | 357  | 271  | 236  | 201  | 189  | 183  | 162  |

## Администрация
| Период | Период | Фамилия         | Партия        | Примечания |
| ------ | ------ | --------------- | ------------- | ---------- |
| 2001   | 2008   | Феликс Ле Тиран |               |            |
| 2008   |        | Анн Анри        | Разные правые | фермер     |

## Экономика

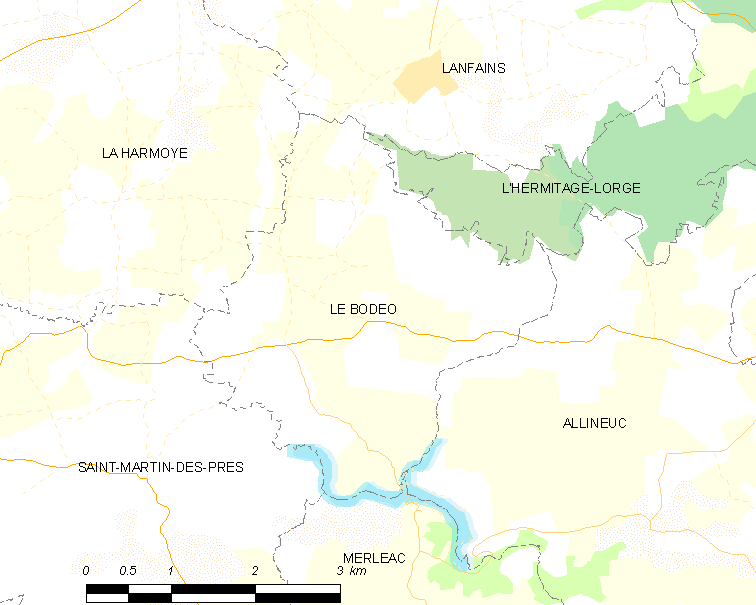
Карта коммуны

В 2007 году среди 106 человек в трудоспособном возрасте (15—64 лет) 75 были экономически активными, 31 — неактивными (показатель активности — 70,8 %, в 1999 году было 65,4 %). Из 75 активных работали 65 человек (38 мужчин и 27 женщин), безработных было 10 (6 мужчин и 4 женщины). Среди 31 неактивных 7 человек были учениками или студентами, 14 — пенсионерами, 10 были неактивными по другим причинам.